# ユーザー系
ユーザー系情報システム子会社（ユーザーけい じょうほうシステム こがいしゃ）とは、大手企業の情報システム部門や機能を分社化・移転して設立した会社である。
システム子会社、情報子会社とも呼ばれる。
業務・業界知識と情報技術（IT）に精通した情報戦略企業（情報系シンクタンク）であり、情報通信分野におけるコンサルティングとシステムインテグレーションを行っている。
ユーザー系IT企業は日本独自の企業形態として知られており、欧米企業における本社IT部門業務に相当するグループ全社の情報化推進機能を有する特徴がある。

## 概要
ユーザー系情報システム子会社は狭義には、親会社100％出資の完全子会社で、親会社及びグループ企業のシステム構築を主目的に設立された会社である。親会社の情報システム部門が分離独立した場合、情報システム部門から情報システム機能を移管された場合がある。広義には、ユーザー企業の関連会社として情報システム事業を行う企業を指す場合もある。
ユーザー系と非ユーザー系の分類基準は曖昧である。一般的には親会社の主事業がIT・SI以外の場合はユーザー系である。メーカー系列のシステム子会社であっても親会社がIT・SI以外（例えば自動車や電気機器）を主事業とするメーカーの場合はユーザー系となる。しかし親子関係が複雑であったり、株式譲渡等によりユーザー系から非ユーザー系に移った場合などもあり、明確には分類できない。

## 歴史
企業ごとに設立の経緯は様々だが、1980年代に流行したシステム部門の子会社化戦略（アウトソーシング）と呼ばれる施策によって多くのユーザー系IT企業が設立された。分社化にあたって以下に記す効果が期待された。
- 経営管理体制の効率化に伴う肥大化した情報システム部門の分社化
- 人件費や固定費を含むITコストの徹底管理
- グループの成長エンジンとなり得る独立したプロフィットセンターの設立
- 役職定年者に対する社内ポスト不足への対応

設立当初は事業会社（外販）として親会社に利益を還元するプロフィットセンター化が叫ばれたが、大部分はビジネスモデルの構築に失敗し機能会社（内販）として組織改定された。1990年代後半から2000年代初期にかけて大手SIerの資本参加や情報子会社の売却（経営権譲渡）が外部委託（戦略的アウトソーシング）として流行したが、基幹システムに関するノウハウの流出が問題となった。
フルアウトソーシング化は一度収束し、インソーシング化の流れとなった。外販部門を分社化、又はベンダーへ売却するシステム子会社の再編。本体IT部門として再吸収する内製回帰。金融系総合研究所（シンクタンク）との統合。本体ノンコア業務を請け負うシェアード・サービス企業化などの方策が取られた。
本体IT部門に少数の企画部隊を残し、主工程を全て情報子会社に一括発注する形態を採る企業が増加しているが、世界的には本体IT部門に数千人規模のエンジニア部隊を抱える形態が常識となっている。設立当初の情報子会社としての存在意義（目的）が徐々に薄れてきている為、親会社に対して対等な立場で助言・提言する新会社（IT部門）として再編成される傾向にある。
また金融業界を中心にシステム統合、共有化によるコスト低減を主目的とした業界再編が加速しており、持株会社制移行により複数の大手企業がシステム（会社）を共有するケースが増加している。業界再編を伴う複数の大手企業の合併の際に、先に双方のユーザー系情報子会社を統合して、新たに設立される持株会社の100%子会社として再編されるケースが増加している。これによって従来の親子関係から脱却し、グループ全体をシステムの観点から俯瞰的に制御できる体制となる。
ユーザー系情報子会社のCEO（最高経営責任者）は親会社のCIO（最高情報責任者）が兼任する場合が多く、さらに情報技術（Information Technology）のみならず技術革新（Innovation）を主導する企画・立案フェーズへの参画が求められている。
なお、欧米企業や外資系企業は従来通り内製を続けており情報システム部門を特別に分社化するケースは珍しい。基幹系システムも汎用性が高いためパッケージ導入を中心にシステム構築を行う。そのため海外においてはSystem Integratorという業態は存在せず、専門的なシステム構築を行う会計系コンサルティングファーム、ITベンダーが存在するのみである。ユーザー系IT企業は日本特有の業態である。

## ユーザー系IT企業の特徴

### コストセンター
- 親会社、グループ会社に対するITサービス事業

グループ企業のITパートナーとして定常的なITインフラを提供する。グループ企業は安定した事業基盤を築く上で重要な顧客であるが、グループ依存に陥るとグループ企業のIT投資額に大きく左右されてしまう。さらにグループ企業のITコストを低減すると自社の利益を減少させてしまうという矛盾が生じる。約7割のユーザー系IT企業はコストセンター路線を維持しており外販を行っていない。

### プロフィットセンター
- グループ外に対するITソリューション事業
- パッケージソフトウェアや情報機器の開発・販売

システムインテグレーターとして一般市場におけるITソリューション事業を行う。他社との価格競争になるため開発単価が低下する。グループ企業に対しても利益を追求するため廉価なITサービスの提供が困難になる。プロフィットセンターに移行したユーザー系IT企業は約3割だが、その中で成功した企業はごく一握りである。

### サービスセンター
- コンサルティング事業

プロフィットセンターが外販事業を強化する目的でコンサルティング部隊を揃え、大型案件受注に向けた上流フェーズからのアプローチを始める。コストセンターの場合はグループ内における情報戦略立案機能を強化する目的でサービスセンターに移行する。親会社に対するコンサルティングは非常に困難であるため、グループ内外における地位向上が必要不可欠となる。

### シェアード・サービスセンター
- シェアード・サービス事業

クラウドコンピューティングなどの情報システムを利用してグループ各社の間接部門業務を一括処理するシェアード・サービスセンターへ移行する。グループ企業に対してコンピュータセキュリティや内部統制システムの維持などを共有サービスとして提供する事で間接業務の効率化やコスト低減を行う。

## ユーザー系の分類
ユーザー系IT企業は親会社の業界別に細分化されている。下記に記す分類の他に政府系や非民間系、マスコミ系、エネルギー系、運輸・物流系、コンサル系など比較対象になり易い業界区分で分類される場合もある。
- ユーザー系
  - 製造系（食品・鉄鋼・化学・重工業・輸送用機器・精密機器・電気機器・ガラス等）
  - 非製造系
    - 商社系（総合商社）
    - インフラ系
      - 鉄道系（JRグループ・私鉄）、電力系（電力10社）、その他（ガス・石油・海運・空運・情報通信等）

    - 金融系
      - 総研系、銀行系、証券系、保険系、その他金融系（協同組織金融機関・政策金融機関）

    - その他

## ユーザー系IT企業を取り巻く環境

### M&A
ユーザー系IT企業は低利益率な企業体質であるため、ユーザー企業によってITベンダーに譲渡・売却されるケースが起きている。ITベンダーにとってユーザー系IT企業の買収はそのユーザー企業のシステム開発受注に繋がるため率先して行われている。また業務・業界知識を吸収して他社に対するソリューションを強化する目的で買収されるケースもある。ユーザー系IT企業にとってM&Aは非常に身近な存在であるため、日常からそのようなケースを想定して戦略的に生かす事が必要である。

### 現状と課題
社内情報システム部門を前身とするユーザー系IT企業は概ね以下の3つの状況に分けられる。
1. グループ企業から完全に独立している。
2. グループ企業を構成する中核企業となっている。
3. グループ企業のシステム子会社という立場にとどまり、場合によってはITベンダーの資本参加が行われている。

ユーザー企業はITをアウトソーシングするにあたり情報戦略策定機能と情報システム構築機能を本社IT部門とユーザー系IT企業とに分断しているため、それらを垂直統合する事によって効率性を向上させる必要がある。ユーザー系IT企業が利益重視に傾きITベンダーと同化してしまう事で企業価値の低下を招いているため、業務とITに精通した専門家集団として社内情報システム部門に再吸収していく方向にある。特に1.の場合は基幹システムの内製を担うIT部門を再編成する必要があり、3.の場合もユーザー系IT企業をITベンダーに譲渡・売却せざるを得ない状況に至る前に吸収する必要がある。ユーザー系IT企業の最も強力なコアコンピタンスは経営と情報技術を結び付ける情報戦略推進機能（システムアーキテクチャやプロジェクトマネジメント）であるため、2.の場合においては単なるグループ内システムインテグレーターになるのではなく、ユーザー企業の業務支援を行うITパートナーとなる必要がある。

#### ユーザー企業の施策
- 親会社からの出向社員の転籍によるプロパー化
- ユーザー系IT企業のプロフィットセンター化
- ITベンダーとの資本提携
- グループ内における情報システム会社の統合
- シェアードサービスの実現

#### 分社化のメリット
- エンドユーザーが主要事業に集中できる。
- ユーザー系IT企業が情報システム事業会社である事を明確にできる。
- 給与体系や就労体系を独自に設定できる。

#### 分社化のデメリット
- 社内情報システム部門を分社化した事でエンドユーザー側のITスキルが低下した。
- 間接部門を切り離した経営指標の向上効果が連結で見た場合に反映されない。
- 子会社化対策に伴いユーザー系IT企業が有能なIT人材を確保できない。
- 分社化した事でビジネスとシステム開発の連携性が損なわれる。
- ユーザー系IT企業が売上確保のために不要なシステム開発を行う。
- 親会社に対してITガバナンスや内部統制を行う事は非常に困難である。
- コストセンターはコスト削減と利益追求のジレンマが生じる。

### ユーザー系IT企業が抱える問題
- ユーザー企業における情報システム予算の緊縮化
- 業務におけるユーザー企業と情報システム会社との“身内感覚”
- ユーザー企業からのコストや納期に関する無理な要求
- 社長、役員、管理職社員等の重要ポストを占める親会社からの出向者
- 事業意識の欠落、間接部門意識の蔓延
- 得意な技術分野・コアコンピタンスの欠如